# Pachycondyla venusta
Pachycondyla venusta är en myrart som först beskrevs av Auguste-Henri Forel 1912.  Pachycondyla venusta ingår i släktet Pachycondyla och familjen myror. Inga underarter finns listade i Catalogue of Life.